# Last Night a DJ Saved My Life
A Last Night a D.J. Saved My Life egy dal, melyet Michael Cleveland írt az Indeep együttesnek. Reggie és Rose Marie Ramsey énekel benne. A dal 1982-ben jelent meg kislemezen, és előadói, valamint kiadója, a Sound of New York/Becket Records legsikeresebb kislemeze lett. Az Egyesült Államokban a tizedik helyet érte el a Billboard R&B/Hip-Hop Singles slágerlistáján és a másodikat a Club Singles slágerlistán; a brit listán a 13. lett. A dal az együttes 1983-ban megjelent albumának címadó dala.
A Rolling Stone magazin szerint a dal „az egyik legnagyszerűbb dal arról, milyen érzés lánynak lenni, vagy rádiót hallgatni, vagy a kettő egyszerre.” 2005-ben a Blender magazin szerkesztői a 406. helyre sorolták a dalt Az 500 legnagyszerűbb dal születésed óta című listájukon. Ez a dal adta a Last Night a DJ Saved My Life: The History of the Disc Jockey című, 2000-ben megjelent könyv címét is.
Mivel az együttes későbbi kislemezei ennél kisebb sikert arattak, ez maradt egyetlen nagy slágerük. 2004-ben Seamus Haji brit house/trance producer több népszerű remixet is készített a dalhoz és megjelentette őket saját kiadójánál, a Big Love Recordsnál a Last Night a DJ Saved My Life (ATFC mixes) című 12" kislemezen. Ez a kiadvány a 13. helyet érte el a brit slágerlistán és az elsőt a brit tánczenei slágerlistán 2006-ban.

## Mariah Carey kislemeze
A Last Night a DJ Saved My Life-t Mariah Carey amerikai énekesnő is feldolgozta tizedik, Glitter című albumán. A dalnak ebben a változatában Busta Rhymes és Fabolous rappel. A dal a Glitter című film betétdala és az album ötödik kislemezeként jelent meg 2001 végén, csak promóciós kislemezként Spanyolországban, kereskedelmi forgalomba nem került.
A dalhoz készült videóklipet Sanaa Hamri rendezte, de a kislemez korlátozott példányszámban való megjelenése, valamint az énekesnő és a lemezkiadó közti konfliktus miatt nem mutatták be, csak 2002 vége/2003 eleje körül volt először megtekinthető Carey hivatalos weboldalán.
Remixek nem készültek a dalhoz; egyetlen változata a Dániában kiadott promón megjelent rövidített változat, amelyet Henrik Povlsen dán DJ készített az eredeti, rádiós játszásokhoz túl hosszú dalból a Virgin Records dániai részlege felkérésére.

## Egyéb feldolgozások
- 1997-ben King Britt dolgozta fel a dalt King Britt Presents Sylk 130 – When The Funk Hits the Fan című albumán.[2]
- Lula amerikai énekesnő csak a dal címét vette át, erről nevezte el Last Night a D.J. Saved My Life (While a DJ Gave Me Trouble) című dalát.[3]
- DJ Kambel és MC Magika remixelte a dalt 2002-ben, a remix felkerült a Dancemania Speed 8 című albumra Last Nite Kambel Saved My Life címmel.[4]
- A Five If Ya Gettin’ Down című számában hallható belőle egy részlet.
- A Mirage olasz együttes 2007-ben megjelent, After Dark című válogatásalbumára felkerült a dal egy remixe.
- Madonna a dal egy részletét felhasználta, amikor Music című dalát adta elő a Sticky & Sweet turnén.
- A dal hallható a 2002-ben megjelent Grand Theft Auto: Vice City játékban.
- Hallható a Cashback című, 2006-ban bemutatott filmben.Cashback filmzene